# Exzitatorisches postsynaptisches Potential
Das Exzitatorische (erregende) postsynaptische Potential (EPSP) (engl. excitatory postsynaptic potential) ist eine lokale, graduelle Änderung des Membranpotentials an der postsynaptischen Membran von Nervenzellen, welche ein Aktionspotential im postsynaptischen Element auslöst oder zu dessen Auslösung beiträgt.    
Das Potential wird durch die Freisetzung einer bestimmten Menge eines exzitatorischen Neurotransmitters und die Aktivierung transmittersensitiver Ionenkanäle, die für Natrium- und Kaliumionen meist gleichzeitig durchlässig sind, ausgelöst. 
Im Allgemeinen depolarisieren diese lokalen und graduierten Potentiale die postsynaptische Membran. Bei intrazellulärer Ableitung des Membranpotentials stellt sich das EPSP als Depolarisation der Somamembran infolge der passiven Ausbreitung und der Summation von Potentialen dar. Die Größe des EPSP ist nicht nur von der Menge des freigesetzten Transmitters, sondern auch von der vorherigen Größe des Membranpotentials abhängig.
Mit zunehmender, z. B. experimentell erzeugter (Vor-)Depolarisation der Membran wird das EPSP kleiner, d. h., ist die Membran von ihrem Ruhepotential aus bereits depolarisiert, so wird die Amplitude des postsynaptischen erregenden Potentials mit zunehmender Vordepolarisation kleiner und schließlich gleich Null (das Umkehrpotential für die exzitatorischen Potentiale ist erreicht). Bei weiterer Vordepolarisation wird ein Potential mit umgekehrtem Vorzeichen erreicht.
Das EPSP ist demnach keinesfalls stets eine Depolarisation, sondern treibt die Membran auf ein bestimmtes Gleichgewichtspotential hin, das zumeist weit unter dem Ruhepotential liegt. Der dabei wirkende Ionenmechanismus ist von komplexer Natur. Neben dem EPSP, bei dem eine gesteigerte Membranleitfähigkeit (Membranpermeabilität) für Natrium- und Kaliumionen beobachtet wird, kommen auch solche mit verringerter Leitfähigkeit vor. Hier wird angenommen, dass der auslösende Mechanismus die Schließung von „undichten“ (engl. leakage) Kanälen für Kaliumionen ist.